# Hannelore
Hannelore či Hannalora je ženské jméno germánského původu.

## Známé nositelky jména
- Hannelore Kohlová (1933–2001), první manželka německého státníka Helmuta Kohla
- Hannelore Kraftová (* 1961), německá politička a ekonomka
- Hannelore Schmatz (1940–1979), německá horolezkyně
- Hannelore „Loki” Schmidtová (1919–2010), německá učitelka a ochránky ně přírody, manželka německého kancléře Helmuta Schmidta